# Stage Left
Stage Left je čtvrté a zatím poslední sólové studiové album britského rockového kytaristy Martina Barreho, známého především jako člena skupiny Jethro Tull. Obsahuje třináct instrumentálních skladeb a jednu se zpěvem.

## Seznam skladeb
| Pořadí | Název                   | Autor            | Délka |
| ------ | ----------------------- | ---------------- | ----- |
| 1.     | Count the Chickens      | Barre            | 2:40  |
| 2.     | As Told By              | Barre            | 3:29  |
| 3.     | A French Correction     | Barre            | 4:35  |
| 4.     | Murphy's Law            | Barre            | 3:50  |
| 5.     | My Favourite Things     | Barre            | 4:04  |
| 6.     | After You After Me      | Barre            | 4:34  |
| 7.     | D.I.Y.                  | Barre, Gabriel   | 1:55  |
| 8.     | Spanish Tears           | Barre            | 4:32  |
| 9.     | Stage Fright            | Barre, Robertson | 4:08  |
| 10.    | Winter Snowscape        | Barre            | 4:46  |
| 11.    | Nelly Returns           | Barre            | 3:39  |
| 12.    | Celestial Servings      | Barre            | 2:57  |
| 13.    | I Raise My Glass to You | Barre            | 2:06  |
| 14.    | Don't Say a Word        | Barre            | 4:08  |

## Sestava
- Martin Barre – kytara
- Jonathan Noyce – baskytara
- Andrew Giddings – klávesy
- Darren Mooney – bicí
- Simon Burrett – zpěv v "Don't Say a Word"